# Aéroport de La Tabatière
L'aéroport de La Tabatière (code IATA : ZLT) est l'aéroport desservant la municipalité de Gros-Mécatina, en Basse-Côte-Nord au Québec, Canada. Il est situé dans le village de La Tabatière. Propriété du gouvernement québécois, l'aéroport est exploité par G.I.D.C. Mecatina. Avec le bateau, l'avion représente l'un des seuls moyens d'accès au village. Il est utilisé tant pour le transport de personnes et que de marchandises. Le transport est assuré par Air Labrador avec deux liaisons quotidiennes, la première vers Natashquan et la deuxième vers Blanc-Sablon. La liaison régulière est effectuée à l'aide d'un Twin Otter vu la faible longueur de piste.

## Situation

### Carte des aéroports du Québec
| \| 100 km1:14 335 000 \| Victoriaville Gaspé Blanc-Sablon Montréal Mont · Tremblant Gatineau-Ottawa Ivujivik Îles-de-la-Madeleine Waskaganish Val-d'Or Trois-Rivières Sherbrooke Sept-Îles Schefferville Salluit Rouyn · Noranda Rivière-du-Loup Rimouski Radisson · Grande-Rivière Port-Menier Québec Mont-Joli La Tuque La · Tabatière Havre · Saint-Pierre La Romaine Kuujjuarapik Kuujjuaq Kattiniq Chibougamau Charlevoix Bonaventure Baie-Comeau Saguenay-Bagotville |
| 100 km1:14 335 000 |

## Compagnies et destinations
| Compagnies  | Destinations                                          |
| ----------- | ----------------------------------------------------- |
| Air Liaison | Chevery, Saint-Augustin―Pakuashipi, Tête-à-la-Baleine |

Édité le 18/10/2024